# Gile Steele
Gile Steele est un costumier de cinéma américain, né dans l'Ohio (lieu indéterminé) le 24 septembre 1908, mort à Culver City (Californie) le 16 janvier 1952.
Il travaille exclusivement pour la Metro-Goldwyn-Mayer, entre 1938 et 1952.
Il gagne à deux reprises un Oscar et reçoit quatre autres nominations.

## Filmographie partielle

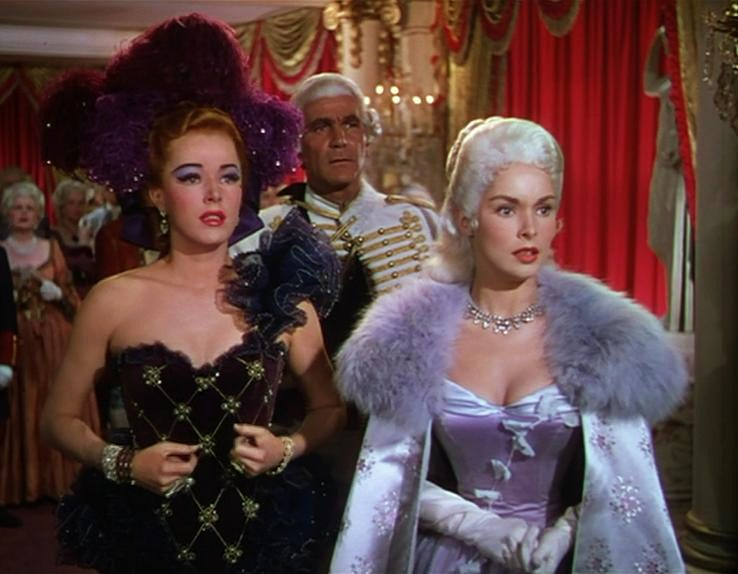
Costumes d'Eleanor Parker, Henry Wilcoxon et Janet Leigh pour Scaramouche (1952)

- 1938 : Marie-Antoinette de W. S. Van Dyke
- 1940 : La Vie de Thomas Edison (Edison, the Man) de Clarence Brown
- 1940 : Little Nellie Kelly de Norman Taurog
- 1940 : Camarade X (Comrade X) de King Vidor
- 1940 : Florian d'Edwin L. Marin
- 1940 : La Tempête qui tue (The Mortal Storm) de Frank Borzage
- 1940 : La Valse dans l'ombre (Waterloo Bridge) de Mervyn LeRoy
- 1940 : En avant la musique (Strike up the Band) de Busby Berkeley
- 1940 : L'Appel des ailes (Flight Command), de Frank Borzage
- 1940 : Orgueil et Préjugés (Pride and Prejudice) de Robert Z. Leonard
- 1941 : Franc jeu (Honky Tonk) de Jack Conway
- 1941 : Les Oubliés (Blossoms in the Dust) de Mervyn LeRoy
- 1941 : Débuts à Broadway (Babes on Broadway) de Busby Berkeley
- 1941 : Docteur Jekyll et M. Hyde (Dr. Jekyll and Mr. Hyde) de Victor Fleming
- 1941 : L'aventure commence à Bombay (They met in Bombay) de Clarence Brown
- 1941 : Souvenirs (H.M. Pulham, Esq.) de King Vidor
- 1942 : Pour moi et ma mie (For Me and My Gal) de Busby Berkeley
- 1942 : Madame Miniver (Mrs. Miniver) de William Wyler
- 1942 : Tortilla Flat de Victor Fleming
- 1943 : Madame Curie (titre original) de Mervyn LeRoy
- 1943 : Un petit coin aux cieux (Cabin in the Sky) de Vincente Minnelli et Busby Berkeley
- 1943 : La Croix de Lorraine (The Cross of Lorraine) de Tay Garnett
- 1943 : La Du Barry était une dame (Du Barry Was a Lady) de Roy Del Ruth
- 1943 : Mademoiselle ma femme (I Dood It) de Vincente Minnelli
- 1944 : Âmes russes (Song of Russia) de Gregory Ratoff et László Benedek
- 1944 : Les Blanches Falaises de Douvres (The White Cliffs of Dover) de Charles Walters
- 1946 : Californie terre promise (California) de John Farrow
- 1947 : Le deuil sied à Électre (Mourning becomes Electra) de Dudley Nichols
- 1948 : Tendresse (I remember Mama) de George Stevens
- 1948 : La Valse de l'empereur (The Emperor Waltz) de Billy Wilder
- 1949 : L'Héritière (The Heiress) de William Wyler
- 1949 : Samson et Dalila (Samson and Delilah) de Cecil B. DeMille
- 1950 : Propre à rien ! (Fancy Pants) de George Marshall
- 1951 : Le Grand Caruso (The Great Caruso) de Richard Thorpe
- 1951 : L'Amant de Lady Loverly (The Law and the Lady) de Edwin H. Knopf
- 1951 : L'Homme au manteau noir (The Man with a Cloak) de Fletcher Markle
- 1952 : La Belle de New York (The Belle of New York) de Charles Walters
- 1952 : Scaramouche de George Sidney
- 1952 : L'Étoile du destin (Lone Star) de Vincent Sherman
- 1952 : La Veuve joyeuse (The Merry Widow) de Curtis Bernhardt
- 1952 : La Jeune Fille en blanc (The Girl in White) de John Sturges

## Récompenses
- Oscar de la meilleure création de costumes :
  - En 1950, catégorie noir et blanc, pour L'Héritière ;
  - Et en 1951, catégorie couleur, pour Samson et Dalila.